# 华东椴
华东椴（学名：Tilia japonica）为锦葵科椴树属的植物。分布于日本以及中国大陆的江苏、安徽、山东、浙江等地，生长于海拔1,100米至1,700米的地区，多生在山顶杂木林中，目前已由人工引种栽培。

## 异名
- Tilia eurosinica Croizat
- Tilia japonica (Miq.) Simonk. var. brevipes Chang